# Louis van Engelen
Pour les articles homonymes, voir Engelen.
Louis van Engelen, né à Lierre, province d'Anvers, le 17 janvier 1856 et mort à Anvers, le 14 octobre 1941, est un peintre belge.
Son champ pictural, de facture réaliste, couvre essentiellement les scènes populaires, les paysages et les portraits. Il est admis, vers 1885, en qualité de membre du cercle artistique Als ik Kan et devient, en 1891, l'un des douze fondateurs du groupe Les XIII.

## Biographie

### Famille
Louis (Antonius Franciscus Ludovicus) van Engelen, né à Lierre, province d'Anvers, le 17 janvier 1856, est le sixième des dix enfants de Petrus Josephus van Engelen (1826-1863), fabricant d'instruments de musique en cuivre, et de Sophia Leckwyck (1826), tous deux natifs de Lierre, où ils se sont mariés le 3 janvier 1847,. Louis van Engelen est le frère aîné du peintre Piet van Engelen (1863-1924). Il a également un frère aîné, August van Engelen (1852-1870), mort à l'âge de dix-huit ans après avoir légué ses toiles.
Louis van Engelen épouse Régine Caroline Hortense Zuyaerts (1853-1925), veuve d'Émile Oeye, notaire à Boom. Veuf, Louis van Engelen épouse en seconde noces Anna Van de Goor (1905-1979).

### Formation

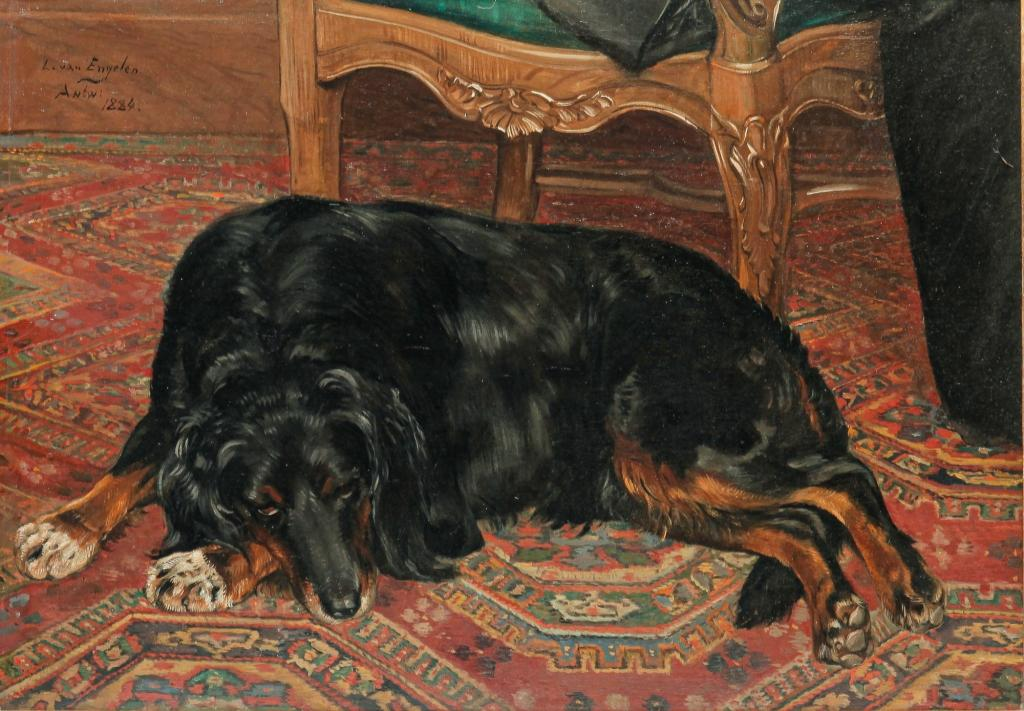
Portrait d'un chien (1884).

Louis van Engelen n'a que six ans lorsque son père meurt. Sa mère ne souhaite pas qu'il devienne artiste, mais elle se laisse convaincre par Jan Baptist De Weert, directeur de l'Académie de Lierre, afin que son fils y suive des cours de dessin. Ensuite, Louis van Engelen devient, en 1875 à l'instar de son défunt frère August, étudiant à l'Académie royale des beaux-arts d'Anvers, où il a, notamment, comme professeur Charles Verlat.
En 1876, au cours moyen, il obtient le second prix d'excellence en dessin, le premier prix de composition d'histoire, le cinquième prix de dessin d'après l'antique en statuaire (cours dispensé par Polydore Beaufaux), le cinquième prix en anatomie du squelette (cours dispensé par Joseph Geefs), le troisième prix de perspective pittoresque en pastel (cours dispensé par Jean-Emmanuel Van den Bussche), le second prix en rédaction d'histoire et le sixième prix en costume et antiquité. En 1880, il est premier lors de l'épreuve préparatoire du Prix de Rome belge, avec le maximum de points en composition d'histoire, mais il ne remporte pas le concours.
À l'Académie d'Anvers, dix étudiants du cours supérieur artistique exposent leurs œuvres. Parmi eux, Louis van Engelen présente sept études d'après nature, réalisées sous le professorat de Charles Verlat : Christ en croix, Italienne - musicienne ambulante, Muletier et son âne, Jeune homme au pigeon, Homme couché, Femme italienne et Jeune fille italienne à l'éventail.

### Carrière

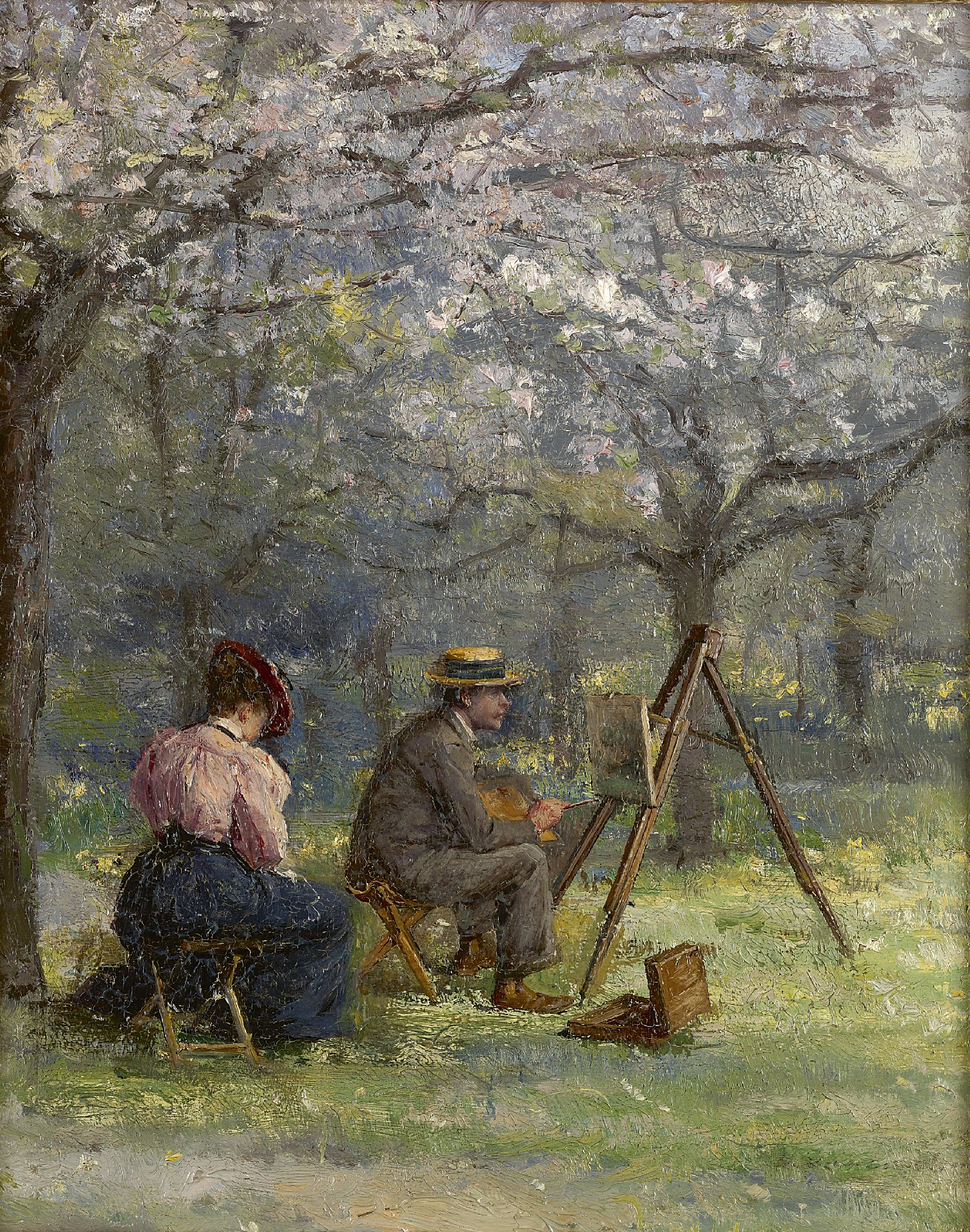
Le Peintre de plein air.

En 1880, Louis van Engelen, incité par Charles Verlat, commence sa carrière en peignant avec son maître plusieurs panoramas : La Bataille de Waterloo exposé à Bruxelles en 1880. Il participe ensuite à l'exécution de deux autres panoramas : La Bataille de Bapaume à Lille en 1881, avec Charles Édouard Armand-Dumaresq et, de nouveau avec Charles Verlat à La Bataille de Moscou en 1882, où il s'était rendu en menant une vie de bohême entre fastes et art. Six mois après son rétour de Russie, il voyage en Italie (1883), où il est fasciné par l'art qu'il découvre.
Louis van Engelen est, peu après 1885, admis en qualité de membre du cercle artistique Als ik Kan. Il exerce son art à Anvers, aux bords de l'Escaut et du Rupel. Ses œuvres, généralement de grand format et aux couleurs vives, sont d'un réalisme précis. Il expose parfois aux salons triennaux belges : au Salon de Gand de 1886 et au Salon de Bruxelles de 1887, de même qu'aux expositions internationales : La Nouvelle-Orléans, International Exhibition of Industry, Science and Art d'Édimbourg, Exposition de Sydney et à la Melbourne Centennial Exhibition de 1889.
Au cours de sa carrière, Louis van Engelen accomplit d nombreux voyages qui le mènent en Allemagne, aux États-Unis, où il présente Le Croupier à l'Exposition internationale de l'industrie du coton à La Nouvelle-Orléans (1884-1885), et à Londres, où, en 1892, il réalise une copie de Le Chapeau de paille de Rubens, conservé à la National Gallery. L'année suivante, il se rend aux États-Unis, où il réalise quelques portraits. Il visite le Congo belge en 1898, peignant les sites naturels de la colonie,,.
En 1891, Louis van Engelen devient l'un des douze membres fondateurs du groupe Les XIII.
Louis van Engelen meurt, à Anvers, l'âge de 85 ans, le 14 octobre 1941, puis il est inhumé au cimetière du Schoonselhof.

## Œuvres

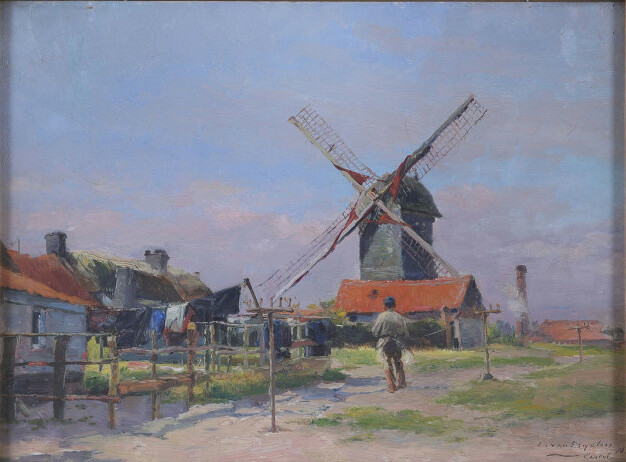
Scène de ville (1895).

### Caractéristiques
Son champ pictural, de facture réaliste, couvre essentiellement les scènes populaires, les scènes de ville, les paysages et les portraits. Sous l'influence de Charles Verlat, il réalise, surtout au début de sa carrière des peintures animalières (chiens, coqs).

### Réception critique
En 1895, dans son article consacré à l'exposition exclusive des œuvres de Louis van Engelen, la critique du quotidien anversois La Métropole est mitigée : 

« Il y a ici des toiles qui manquent de sérieux, […] dans le genre chromo, comme ce Pont d'un steamer, L'Âne et le chien, ou ce Garde-chasse dans la neige. Ceci dit j'avoue quelque charme à des paysages d'entre Escaut et Rupel, et à deux tableaux intelligemment éclairés : Des ouvriers autour du feu et surtout Les deux enfants portant des betteraves illuminées, de très réel talent, sans restrictions aucunes. »

Lors de la même exposition, le journal Het Handelsblad, plus élogieux, publie : 

« M. Louis van Engelen, depuis que l'on connaît ses tableaux, a fait des progrès colossaux et prend place parmi nos artistes phares. Son talent est très varié, et offre l'occasion de satisfaire tous les goûts. La preuve en est qu'hier il a vendu 17 toiles. Il est un peintre consciencieux qui représente excellemment la nature. »

### Expositions

#### Expositions triennales belges
- Salon de Gand (XXXIII) de 1886 : Le Portrait du chien[8].
- Salon de Bruxelles de 1887 : Jeune pêcheur de crevettes à Nieuport[9].
- Salon de Gand (XXXV) de 1892 : Pêcheur de crevettes à Nieuport[14].
- Salon de Bruxelles de 1893 : Les Parias[15].

#### Autres expositions belges
- Salon des beaux-arts de Liège en 1888 : Le Troubadour et Le Portrait du chien[6].
- Exposition Louis et Piet van Engelen à l'Émulation à Liège du 21 avril au 5 mai 1889 : une centaine de toiles des deux artistes, dont 47 de l'aîné[16].
- Première exposition du groupe Les XIII en 1891 : Moulin à Dordrecht, Blanchisserie à Boom et Veillée de Saint-Martin[17].
- Exposition du groupe Les XIII de 1892 : Vue de Saint-Amand-lez-Puers[18].
- Exposition du groupe Les XIII de 1893[19].
- Exposition Louis van Engelen, salle Verlat, à Anvers du 13 au 21 avril 1895 : Pont d'un steamer, L'Âne et le chien, Garde-chasse dans la neige, Annonciation, Des ouvriers autour du feu, Les Deux enfants portant des betteraves illuminées, En route pour la chasse, Le Pêcheur d'anguilles, Patinage, Métisse japonais, …[12],[13].
- Exposition exclusive de Louis van Engelen, salle Verlat à Anvers, du 26 mars au 4 avril 1898[20].
- Exposition exclusive des peintures de Louis van Engelen, salle Verlat à Anvers, en avril 1903[21].
- Exposition de Louis et Piet van Engelen, salle des Fêtes, place de Meir à Anvers du 7 au 22 décembre 1912, le premier expose : Ferme wallonne, Rochefort, Au pays mosan, Prieuré d'Anseremme, Jardin à Hastière, Les Bouleaux, Hyères, …[22].

#### Expositions internationales
- Exposition de La Nouvelle-Orléans[6].
- International Exhibition of Industry, Science and Art d'Édimbourg[6].
- Exposition de Sydney[6].
- Melbourne Centennial Exhibition de Melbourne (1889) : médaille d'or[6].

#### Collections muséales
- Autoportrait dans l'atelier (1885), inventaire no 3249, format 102 × 76cm, acheté en 1985 par le Musée royal des Beaux-Arts d'Anvers[23].
- Les Émigrants belges (1890), inventaire no 1194, format 258 × 395cm au Musée royal des Beaux-Arts d'Anvers[24].

### Galerie d'œuvres

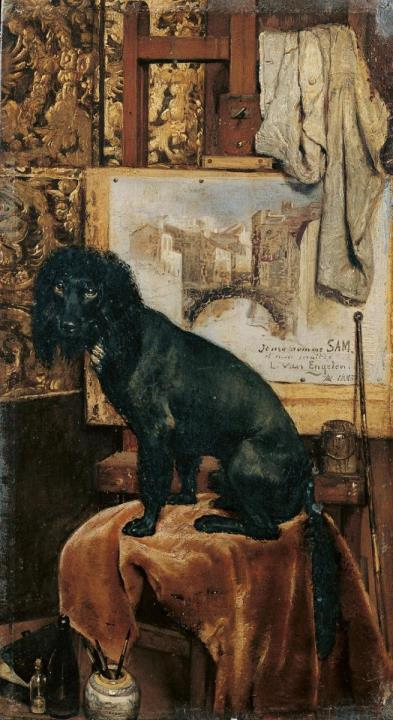
Caniche noir dans l'atelier de l'artiste, 1885..
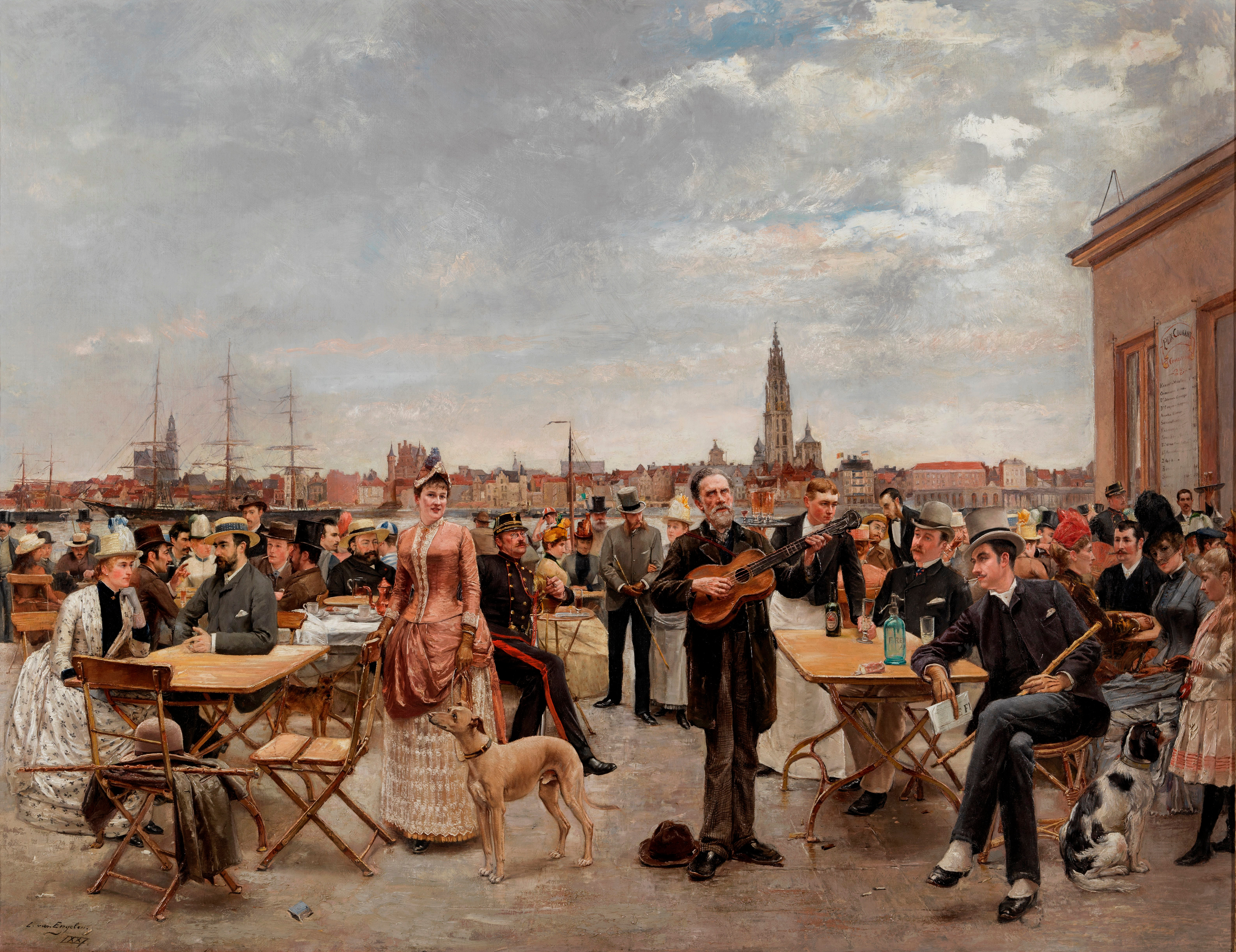
Dimanche après-midi à Sint-Anneke, 1887..
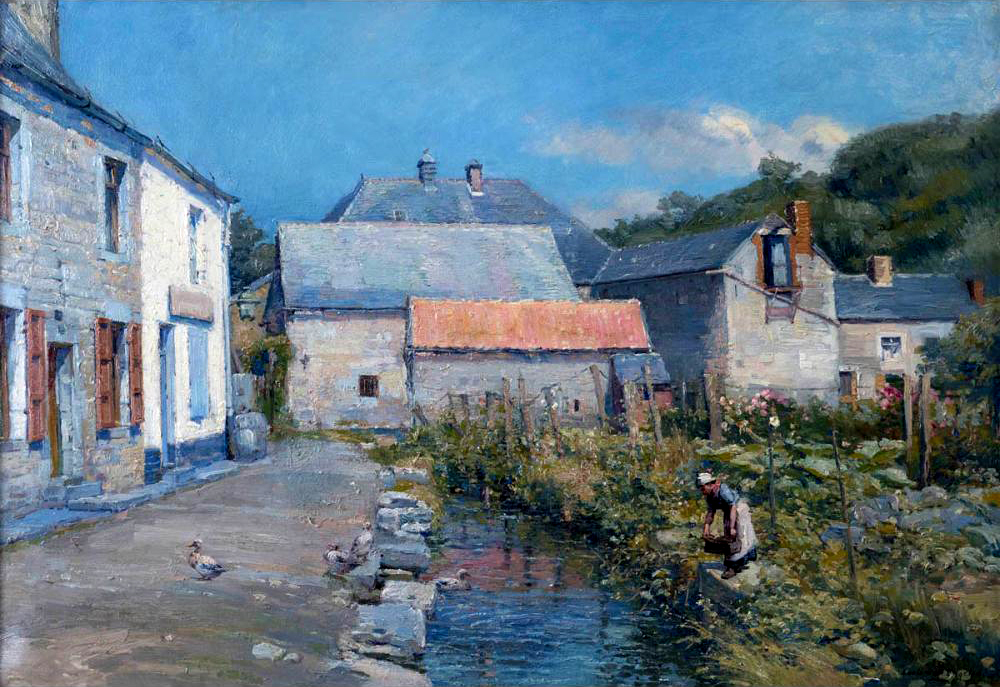
Paysanne près du ruisseau d'un hameau, vers 1900..
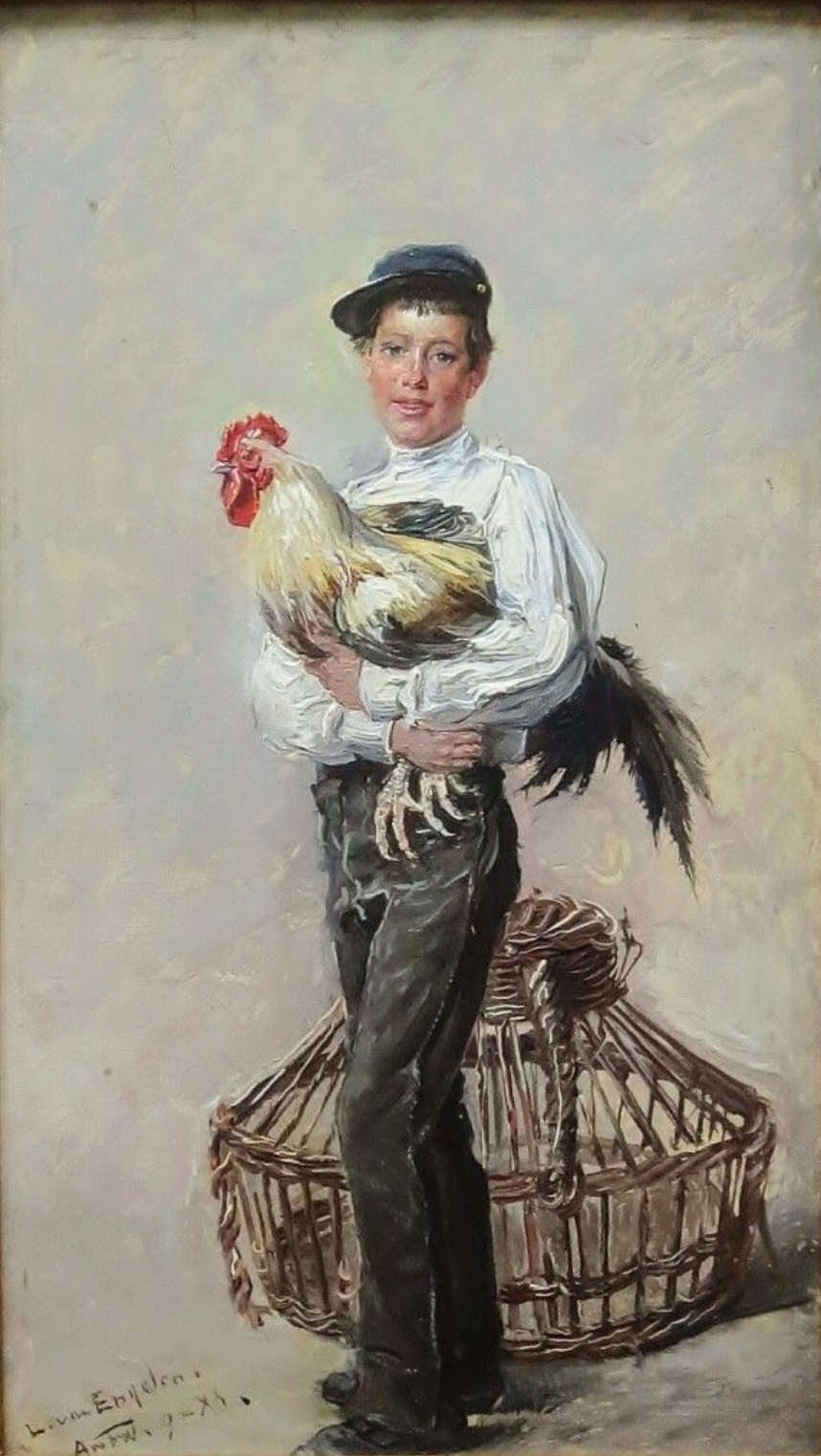
Garçon tenant un coq, 1911..

## Distinction
- Chevalier de l'ordre de Léopold[25].